# Hagija Irene
Hagija Irene (grško Αγία Ειρήνη) ali Hagia Eirene (v srednjeveški grščini Ἁγία Εἰρήνη, grška izgovorjava: [aˈʝia iˈrini], »Sveti mir«, turško Aya İrini), včasih znana tudi kot sveta Irene, je vzhodna pravoslavna cerkev v zunanjem dvorišču palače Topkapı v Carigradu. Je najstarejša znana cerkev v mestu in edina bizantinska cerkev v Carigradu, ki ni bila nikoli spremenjena v mošejo, saj so jo do 19. stoletja uporabljali kot arzenal za shranjevanje orožja. Hagija Irene danes deluje kot muzej in koncertna dvorana.

## Poimenovanje
Cerkev je bila posvečena Božjemu miru in je eno od treh svetišč, ki so jih cesarji posvetili božjim lastnostim, skupaj s Hagijo Sofijo (Modrosti) in Hagijo Dinamis.

## Zgodovina

### Izvor
Stavba domnevno stoji na mestu predkrščanskega templja. Velja za prvo cerkev, dokončano v Konstantinoplu, pred Hagijo Sofijo, med njeno preobrazbo iz grške trgovske kolonije v vzhodno prestolnico Rimskega cesarstva. Po kasnejšem izročilu je rimski cesar Konstantin I. Veliki dal v 4. stoletju zgraditi prvo cerkev Hagija Irene, ki je bila dokončana do konca njegove vladavine (337). Služila je kot cerkev patriarhata, preden je bila leta 360 pod Konstancijem II. dokončana Hagija Sofija. Med uporom Nike leta 532 je bila Hagija Irene požgana. Cesar Justinijan I. je dal cerkev ponovno zgraditi leta 548. Nato jo je 20. oktobra 740, približno šest mesecev pred smrtjo Leona III., znova poškodoval potres v Konstantinoplu leta 740. Cesar Konstantin V. je ukazal obnoviti in dal njeno notranjost okrasiti z mozaiki in freskami. Nekatere obnove iz tega časa so preživele do danes.

### Arsenal
Po padcu Konstantinopla leta 1453 s strani Mehmeda II. je bila cerkev zaprta znotraj obzidja palače Topkapi. Janičarji so cerkev uporabljali kot orožarno (Cebehane) do leta 1826. Uporabljali so jo tudi kot skladišče vojaške opreme in skladišče trofej orožja in vojaških regalij, ki so jih zavzeli Turki. V času vladavine sultana Ahmeda III. (1703–1730) je bila leta 1726 spremenjen v Narodni vojaški muzej.
Leta 1846 je maršal cesarskega arzenala, Ahmed Fethi Paša, cerkev spremenil v vojaški muzej starin. Od leta 1908 do leta 1978 je bila uporabljena kot vojaški muzej, nato pa predana turškemu ministrstvu za kulturo.

### Koncertna dvorana
Danes služi Hagija Irene predvsem kot koncertna dvorana za nastope klasične glasbe zaradi svojih izrednih akustičnih značilnosti in impresivnega vzdušja. Številni koncerti mednarodnega glasbenega festivala v Carigradu so tukaj vsako poletje od leta 1980.
Leta 2000 je turški oblikovalec visoke mode Faruk Saraç tukaj pripravil posebno predstavo. Razstavljena je bila zbirka 700 oblikovanih kosov, ki so jih navdihnili osmanski sultani, vključno z oblačili 36 sultanov, od Osmana Gazija, ustanovitelja Osmanskega cesarstva do zadnjega sultana Mehmeda VI. Predstavo je spremljala glasba in zgodba o življenju sultanov ter demonstracija plesa iz osmanskega obdobja.
Dolga leta je bila Hagija Irene dostopna le med dogodki ali s posebnim dovoljenjem, vendar je muzej od januarja 2014 odprt za javnost vsak dan razen torka.

## Struktura

### Cerkvena arhitektura
Obnova v času vladavine Justinijana I. kaže na spremembo arhitekture atrija in narteksa, ki sta po potresu ostala nedotaknjena. Obnova po potresu je ustvarila močnejše temelje cerkve. Pred obnovo so imeli temelji znatne strukturne težave. Ta obnova je vzpostavila načrt s križno kupolo na nivoju galerije, medtem ko je še vedno ohranila prvotni načrt bazilike na nivoju tal. Narteks je na zahodu, pred njim je atrij, nato pa apsida na vzhodni strani. Hagija Irene še vedno drži svojo kupolo in ima koničaste strehe na severni, zahodni in južni strani cerkve. Sama kupola je široka 15 m in visoka 35 m ter ima dvajset oken. Hagija Irene ima značilno obliko rimske bazilike, sestavljeno iz glavne in dveh stranskih ladij, ki ju delijo trije pari stebrov. To pomaga podpirati galerije nad narteksom. Polkrožni loki so pritrjeni tudi na kapitele, kar prav tako pomaga podpirati zgornje galerije.

### Umetnost v cerkvi
V bizantinski tradiciji je v cerkvi edinstven ostanek ikonoklastične umetnosti. Polkupola apside in lok beme sta prekrita z mozaiki. Obstajajo tudi freske, ki jih je mogoče najti na južni stranski ladji. Ti mozaiki segajo približno v 8. stoletje. To je bilo v času potresa, iz katerega je večina zgornjih delov cerkve. Tu je tudi mozaik križa, ki je črno obrobljen z zlato podlago. Konci so razširjeni, na koncu pa imajo obliko solze. Ta se razteza okoli baze polkupole. Križ je bil postavljen med prenovo Konstantina V., ki je bila v letih ikonoklastičnih let. Na bema loku je na notranji strani napis Psalm 64, vrstice 4–5, nato pa je na zunanji strani napis Amos 6, 6. verz. Tudi na teh napisih obstajajo dokazi o spremembah. Napisi podrobno hvalijo cerkev, saj je to hiša gospoda. Verzi, zlasti psalm, so bili uporabljeni kot navdih za nekatere mozaike v Hagiji Sofiji.
Hagija Irene ima tudi sintronon (polkrožna stopenjska struktura na zadnji strani oltarja v liturgični apsidi vzhodnopravoslavne cerkve). Med božansko liturgijo je tukaj sedela duhovščina. To je edini sintronon, ki se je v mestu ohranil iz bizantinske dobe. Sintronon v Hagiji Irene ima šest nivojev sedežev. Na obeh straneh so vrata, ki se odpirajo v ambulatorij pod četrtim nivojem sedežev.

## Galerija
- Hagia Irene
- The apse of the church with cross
- Ground plan of the church
- Ottoman helmet, with markings of Saint-Irene arsenal, Constantinople, ok. 1520. Musée de l'Armée.
- Hagia Irene with Hagia Sophia at the back
- Church of St Irene roof from afar
- Church of St Irene exterior from west
- Church of St Irene exterior
- Church of St Irene exterior
- Church of St Irene exterior
- Church of St Irene exterior
- Church of St Irene interior
- Church of St Irene apse
- Church of St Irene interior
- Church of St Irene narthex
- Church of St Irene narthex
- Church of St Irene atrium seen from narthex
- Church of St Irene atrium
- Church of St Irene interior
- Church of St Irene capital